# 阿贝热芒莱泰西
阿贝热芒莱泰西（法語：Abergement-lès-Thésy，法語發音：[abɛʁʒəmɑ̃ lɛ tezi]，意为“泰西附近的阿贝热芒”）是法国汝拉省的一个市镇，位于该省东北部，属于隆斯勒索涅区。

## 地理
阿贝热芒莱泰西（46°55'2"N, 5°56'23"E）面积4.63 平方千米，位于法国勃艮第-弗朗什-孔泰大區汝拉省，该省份为法国东部内陆省份，北起上索恩省，西北接科多尔省，西临索恩-卢瓦尔省，南至安省，东与杜省和瑞士接壤。
与阿贝热芒莱泰西接壤的市镇（或旧市镇、城区）包括：塞尔南、勒米、萨兰莱班、泰西。

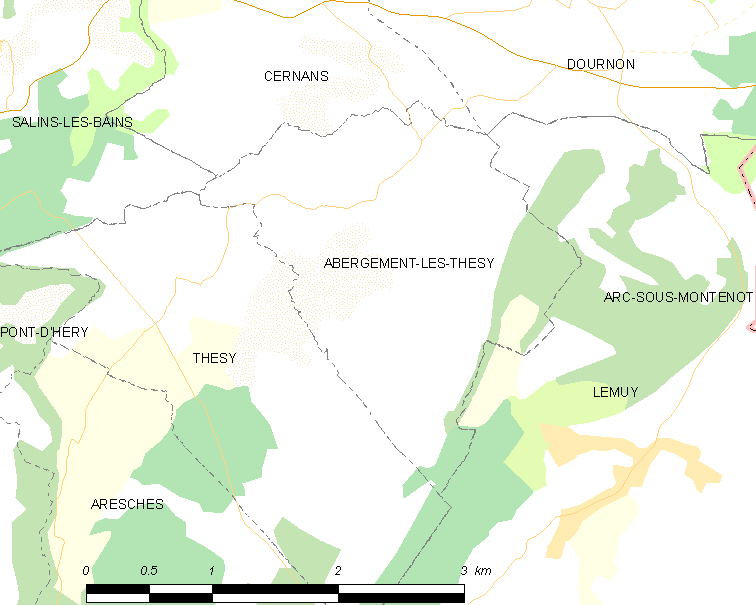
阿贝热芒莱泰西的OSM定位图

阿贝热芒莱泰西的时区为UTC+01:00、UTC+02:00（夏令时）。

## 行政
阿贝热芒莱泰西的邮政编码为39110，INSEE市镇编码为39004。

## 政治
阿贝热芒莱泰西所属的省级选区为阿尔布瓦县。

## 人口

1962-2008年间阿贝热芒莱泰西人口变化图示

阿贝热芒莱泰西于2022年1月1日时的人口数量为50人。